# Bodys Isek Kingelez
Bodys Isek Kingelez, né le 27 août 1948 à Kimbembele Ihunga et mort le 14 mars 2015, est un sculpteur congolais.

## Biographie
Né dans le Congo belge en 1948, il s'installe à Kinshasa en 1970, où il enseigne dans une école secondaire jusqu'en 1977. Après plus d'une année d'isolement et de recherche, il réalise en 1979 sa première maquette en carton de récupération, une maquette étrange qui attire l'attention du directeur du Musée de Kinshasa.
Kingelez est alors nommé restaurateur. Mais à partir de 1985, il se consacre entièrement à son travail d'artiste qu'il désigne par l'expression « architecture maquettique ».
Bodys Isek Kingelez s’est éteint le samedi 14 mars 2015 à Kinshasa à l’âge de 67 ans

## Œuvre
- 1991 : 
  - Aeromode.
  - Kinshasa la Belle.
- 1992 : Papitheca.
- 1993-1994 : Kimbembele Ihunga.
- 1995-1996 : Ville fantôme.

## Exposition collectives
- Documenta 11, Kassel (Allemagne)[2]